# Tu viện Alcobaça
Tu viện Alcobaça (tiếng Bồ Đào Nha: Mosteiro de Santa Maria de Alcobaça) là một tổ hợp tu viện Công giáo La Mã thời Trung Cổ nằm trong thị trấn Alcobaça, trung tâm Bồ Đào Nha, cách 120 kilômét về phía bắc thủ đô Lisbon. Nó được thành lập vào năm 1153 bởi vị vua đầu tiên của Bồ Đào Nha, Afonso Henriques và có mối liên kết chặt chẽ với chế độ quân chủ Bồ Đào Nha trong suốt lịch sử kéo dài 7 thế kỷ.
Nhà thờ và tu viện là những tòa nhà theo kiến trúc Gothic đầu tiên ở Bồ Đào Nha, và cùng với tu viện Augustinô Santa Cruz lâu đời ở thành phố Coimbra là hai trong số những tu viện thời Trung Cổ quan trọng nhất ở Bồ Đào Nha. Bởi kiến trúc nghệ thuật, văn hóa và lịch sử, tu viện này đã được UNESCO công nhận là Di sản thế giới từ năm 1989.

## Lịch sử
Tu viện Alcobaça là một trong những tòa nhà đầu tiên gắn liền với dòng Xitô ở Bồ Đào Nha. Nó được thành lập vào năm 1153 như một món quà từ vị vua đầu tiên của Bồ Đào Nha, Afonso I hay Afonso Henriques (1112–1185) dành cho Bernard của Clairvaux, sau cuộc chinh phạt người Moor ở Santarém trở về vào tháng 3 năm 1147. Tu viện được thành lập như là một phần chiến lược lớn hơn của vua Afonso I để khẳng định uy quyền của mình và thúc đẩy việc chiếm đóng các vùng đất gần đó đã bị người Moor chiếm đóng trong Reconquista Cristã hay còn gọi là Reconquista (tái chinh phục).
Việc xây dựng bắt đầu vào năm 1178, khoảng 25 năm sau khi các tu sĩ dòng Xitô đầu tiên định cư ở vùng Alcobaça. Ban đầu, các tu sĩ sống trong những ngôi nhà gỗ, và sẽ chỉ chuyển đến tu viện mới được xây dựng vào năm 1223. Nhà thờ không hoàn thành cho đến năm 1252. Nhà thờ và tu viện liền kề là những ví dụ sớm nhất về kiến trúc Gothic thực sự ở Bồ Đào Nha, và là nhà thờ lớn nhất ở Bồ Đào Nha tại thời điểm hoàn thành.

## Hình ảnh

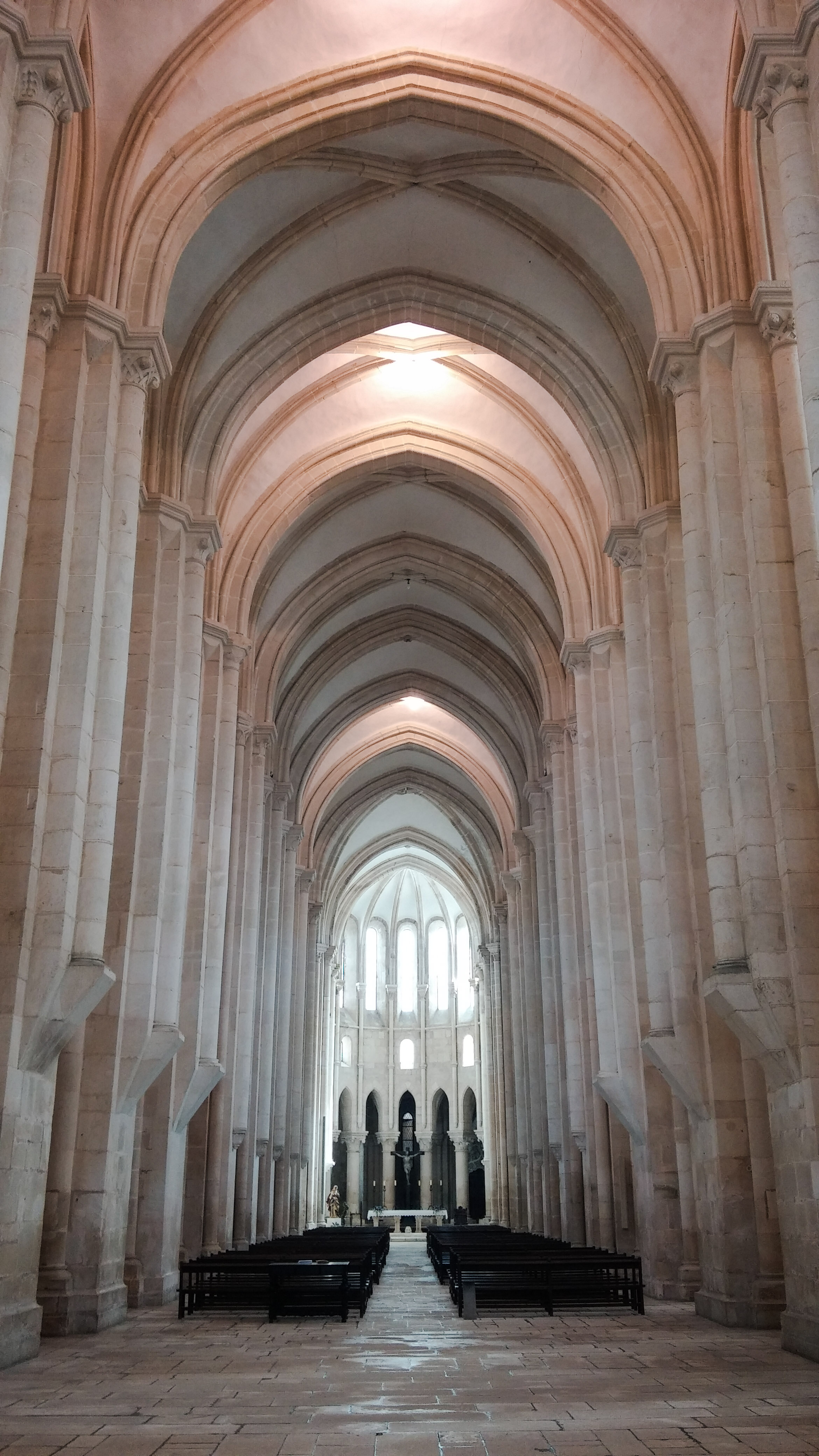
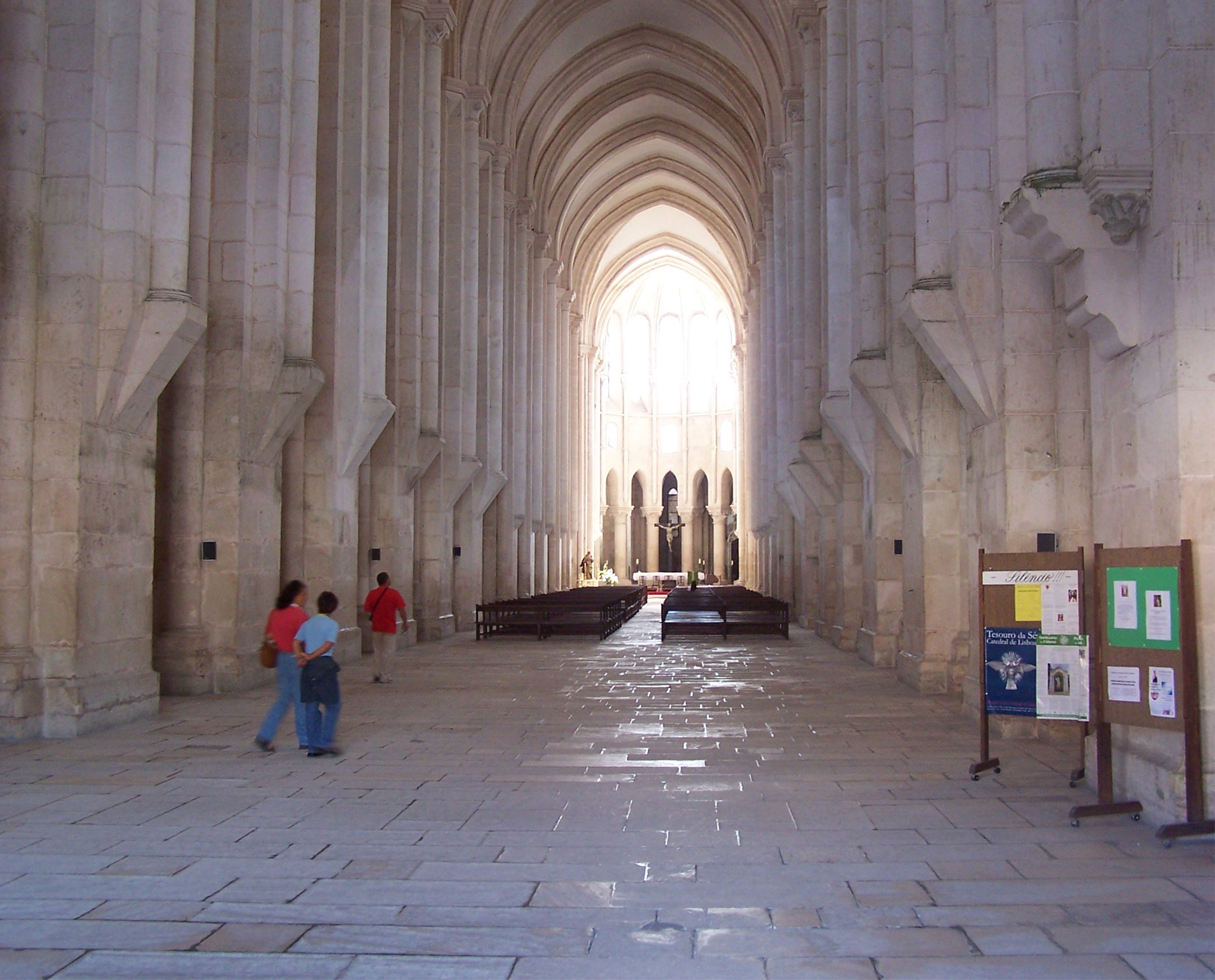
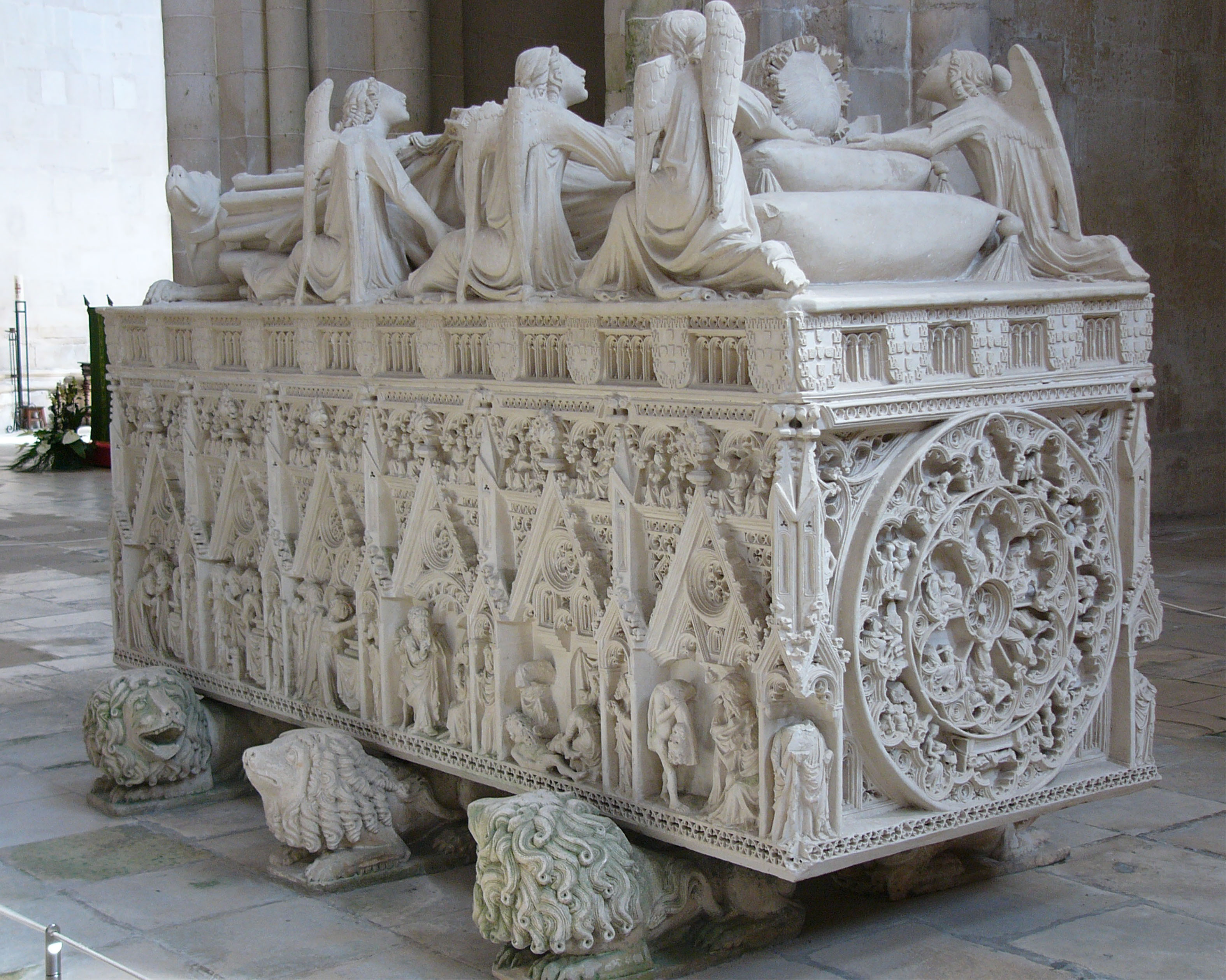
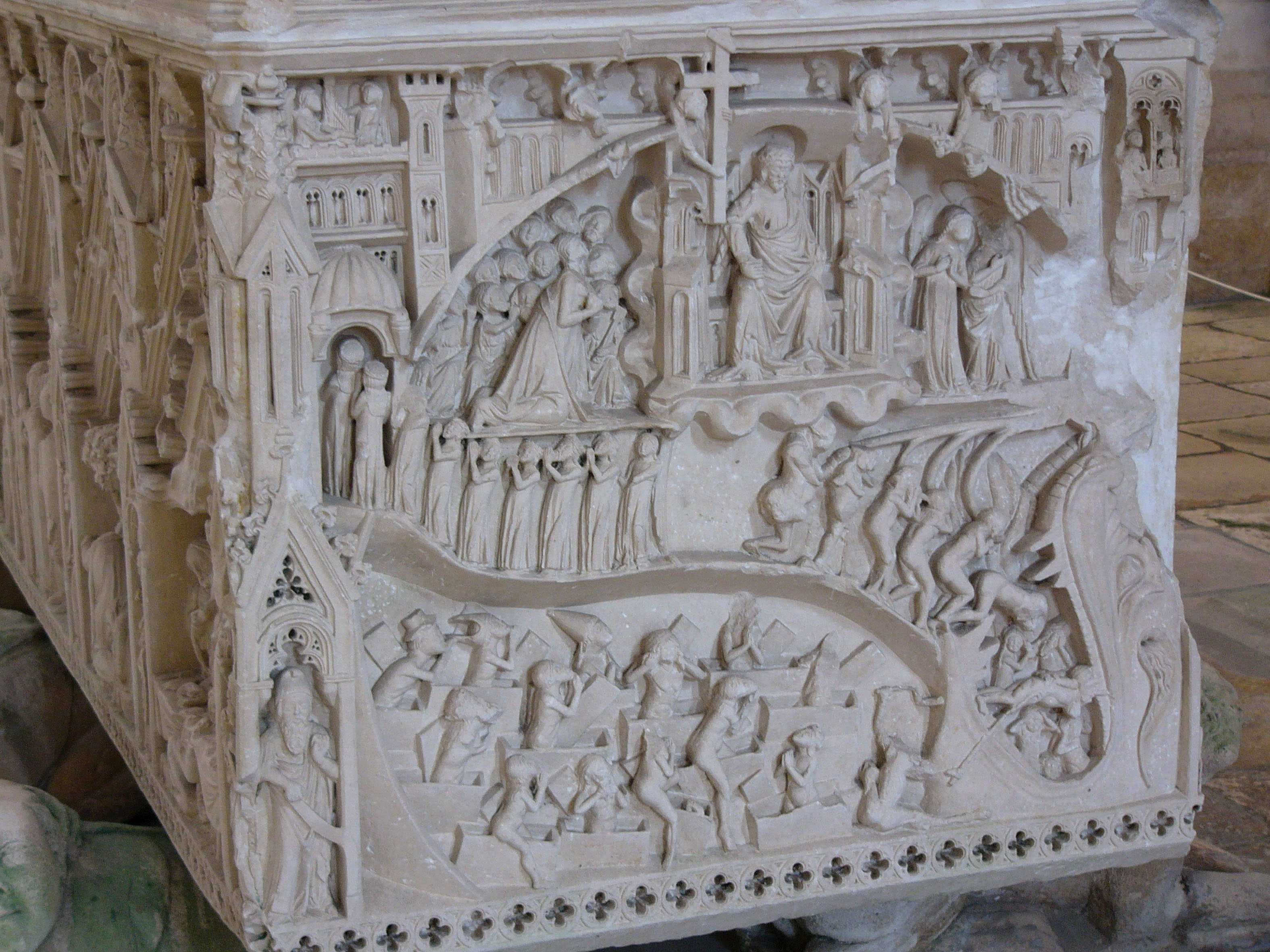
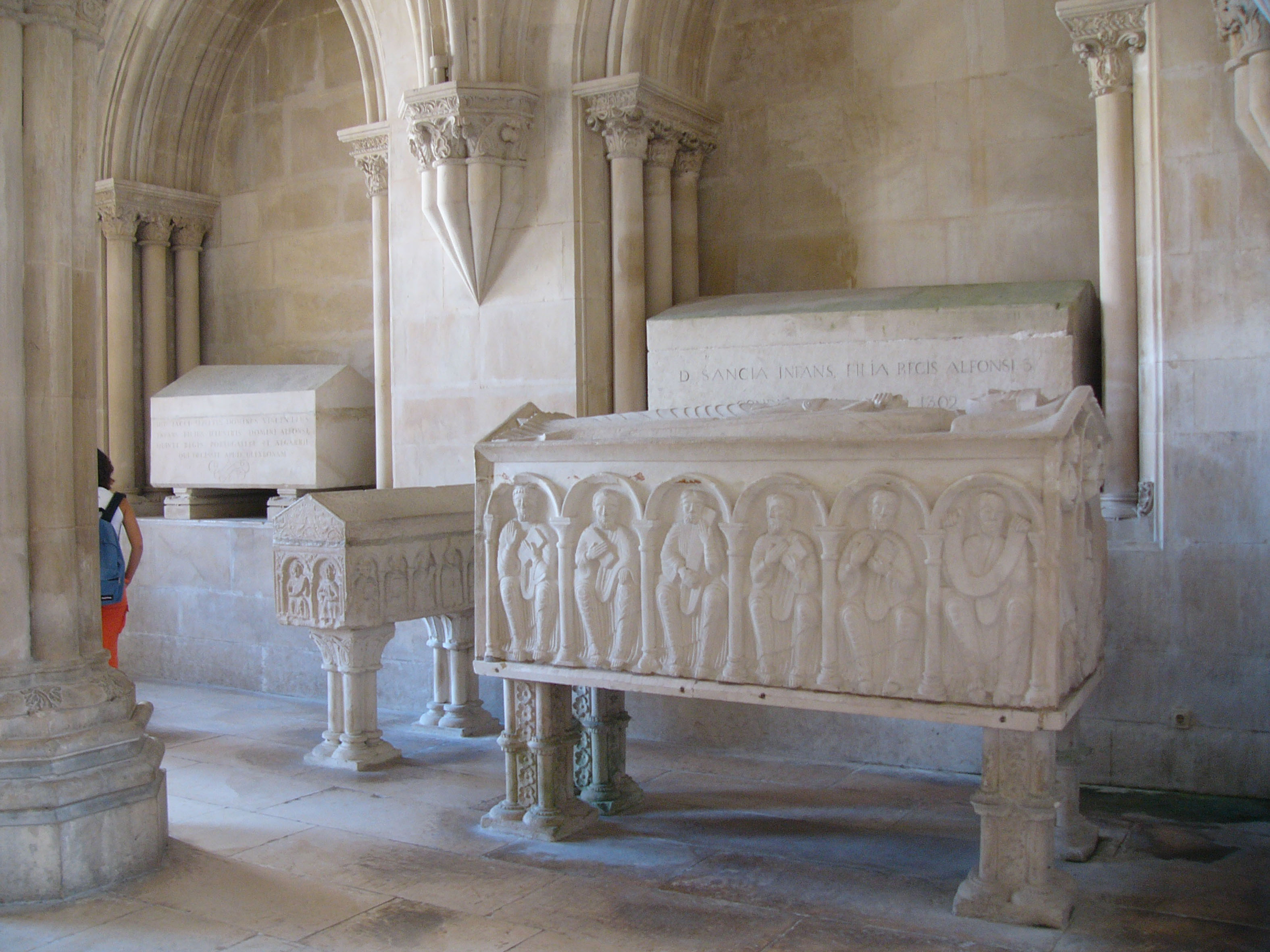
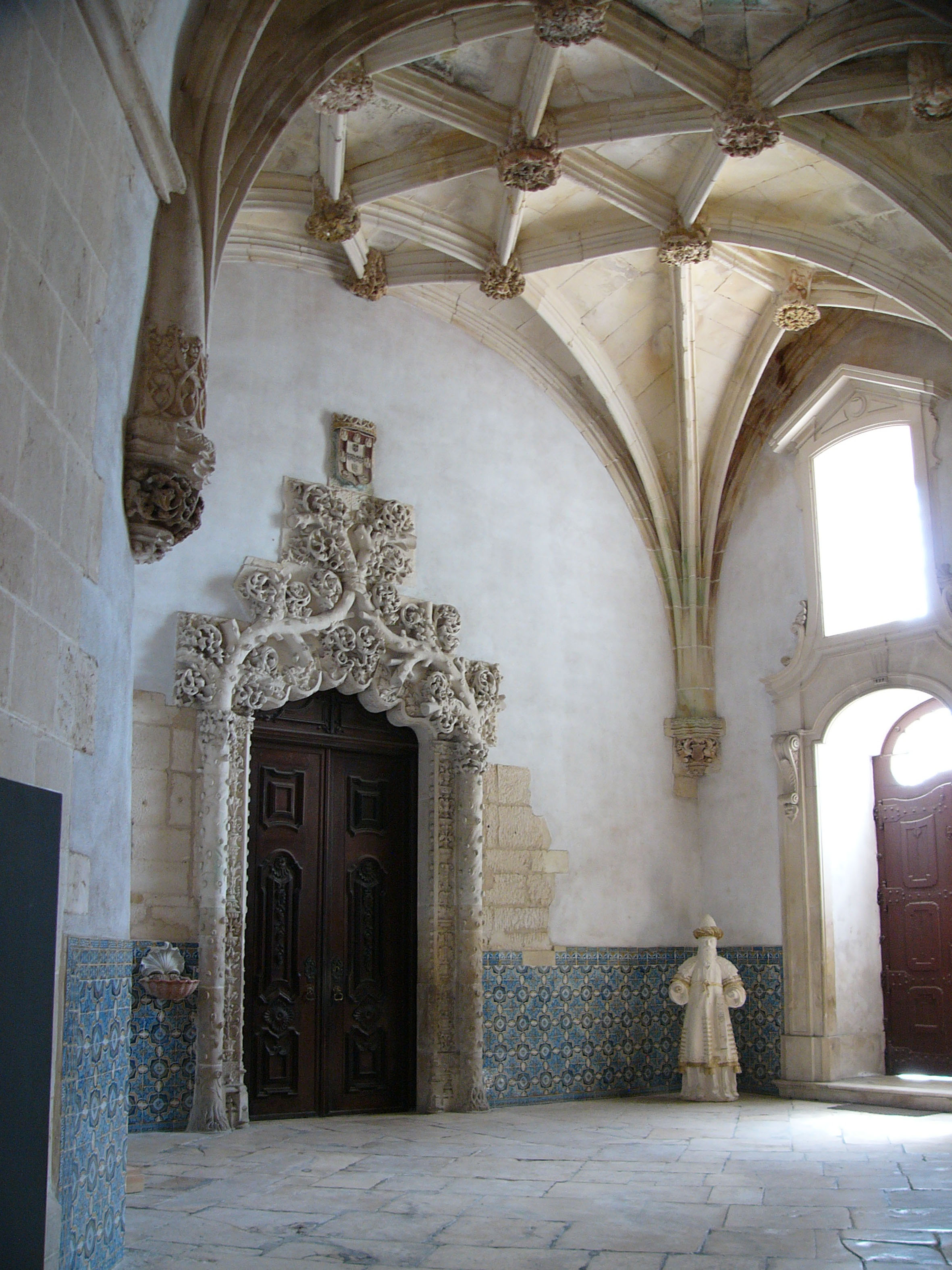
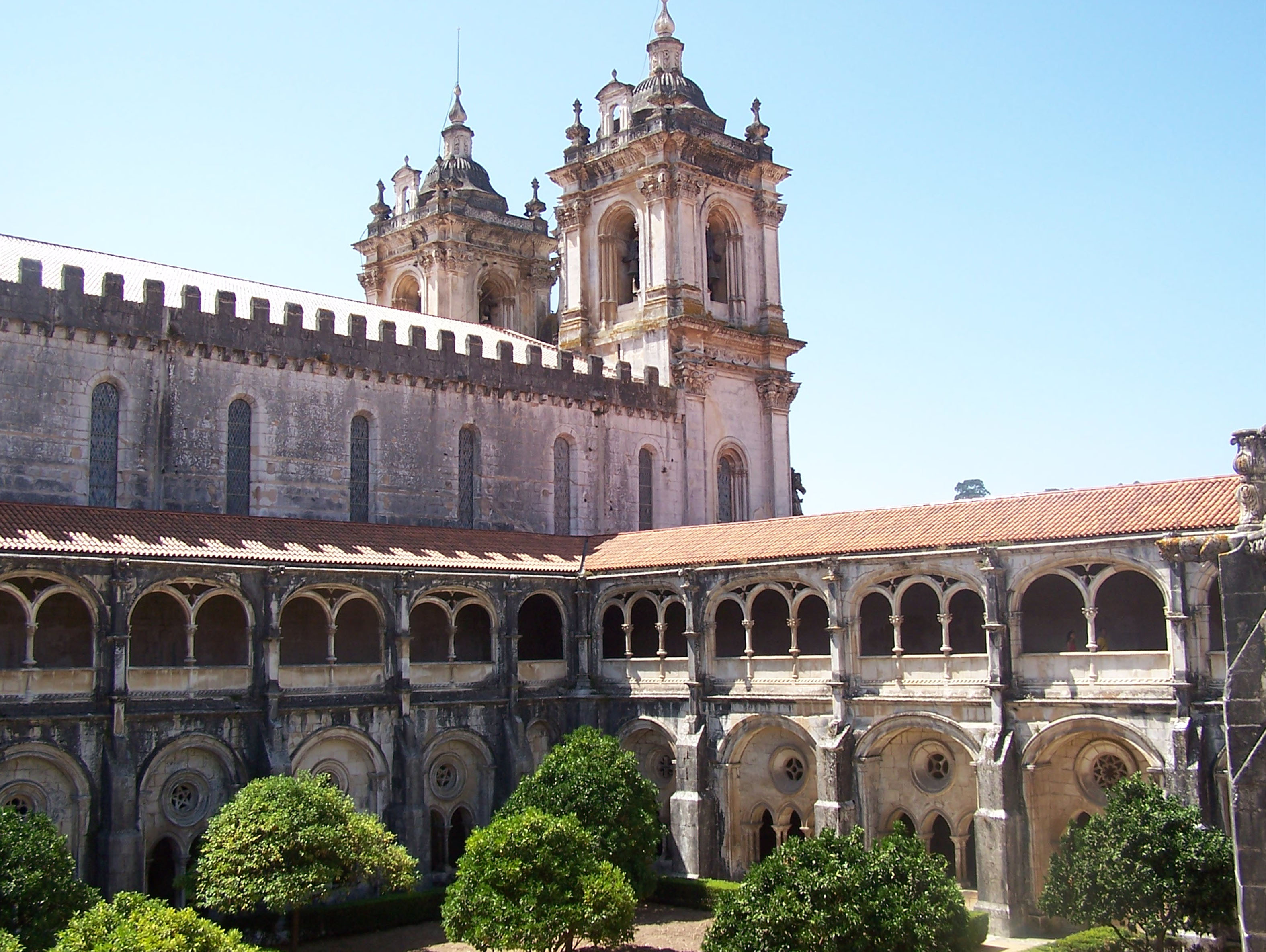
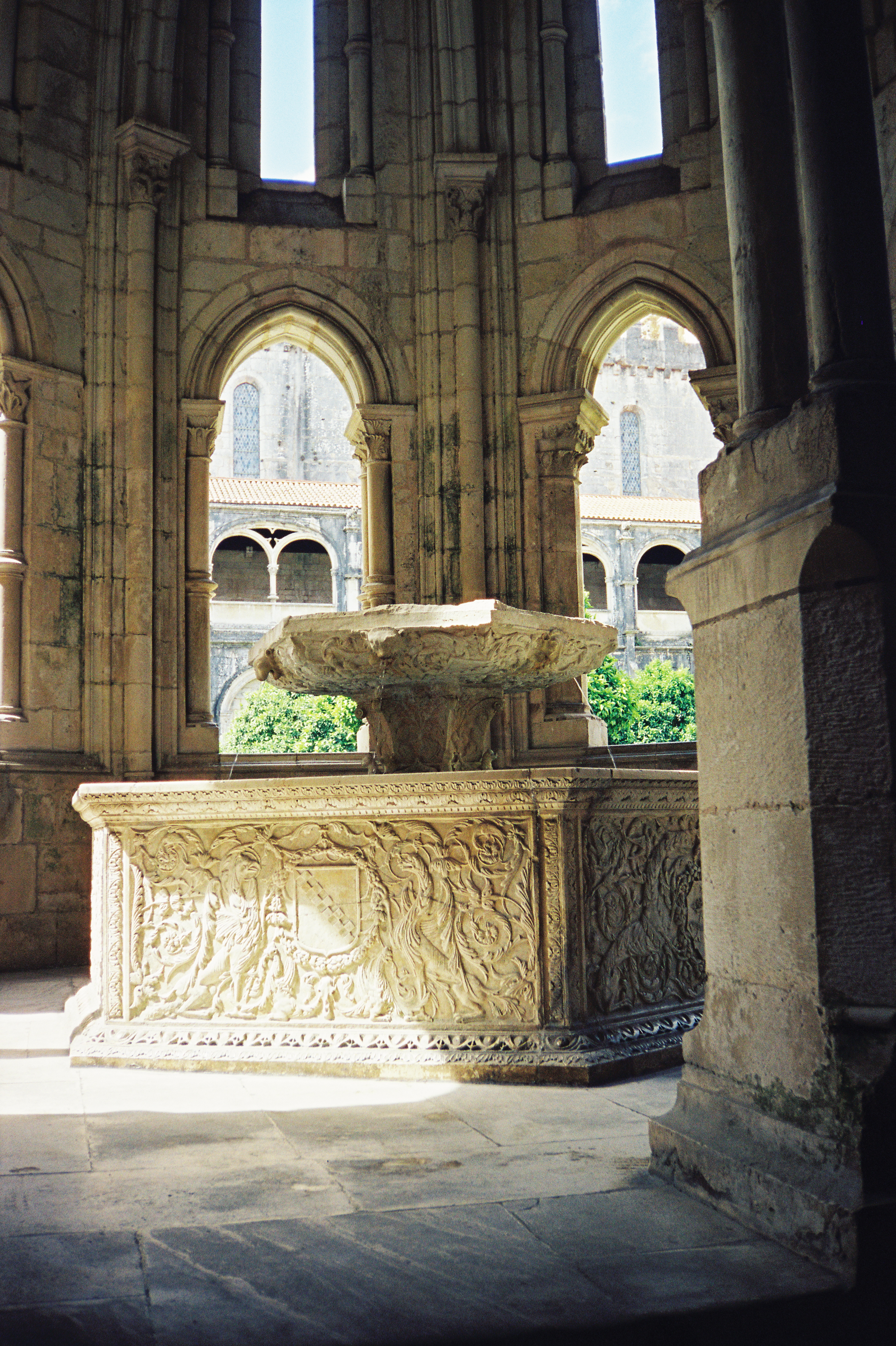